# Alison Gertz
Alison L. Gertz (Nova York, 27 de fevereiro de 1966 – Long Island, 8 de agosto de 1992) foi uma ativista norte-americana na luta contra a AIDS desde 1988 à sua morte.

## Biografia
Gertz nasceu em 1966, em Nova York e cresceu em um apartamento em Park Avenue. Ela era filha única de Jerrold Gertz, um executivo do setor imobiliário e Carol Gertz, a co-fundadora (com Adriana Mnuchin, esposa de Robert Mnuchin) de uma cadeia de lojas de roupa feminina, Tennis Lady. Ela frequentou a Horace Mann School, e mais tarde estudou arte na Parsons The New School for Design.

## Diagnóstico
No verão de 1988, Alison tinha febre persistente e diarreia crônica. Ela foi hospitalizada e foi submetida a vários exames para determinar a causa de seus sintomas. Alison  nunca tinha sido até então testada para a AIDS, porque os médicos não a consideravam parte de  um "grupo de alto risco" para a doença, na época associada à comunidade gay. Duas semanas mais tarde, ela desenvolveu uma pneumonia. Uma broncoscopia revelou que Alsion tinha uma pneumonia típica relacionada aos sintomas causados pela AIDS.
Mais tarde, Alison descobriu que ela havia contraído o HIV após uma relação com Cort Brown, um barman bissexual, com quem Alison teve um encontro no Studio 54, quando ela tinha apenas 16 anos. Eles tiveram seu primeiro e único encontro sexual em 1982. Ele morreu de AIDS em 1988.

## Ativismo
Em 1989, Gertz escolheu para partilhar publicamente a sua história e fez uma entrevista com O New York Times. Ela esperava para educar os outros sobre a AIDS e acabar com os mitos e equívocos que cercam a doença. Ela afirmou:
| “ | Todos os artigos referentes à AIDS são sobre os gays ou pobres ou viciados e, infelizmente, um monte de gente apenas passa por eles. Essas pessoas acham que o assunto não tem a ver com eles. Eles não podem virar a página sobre mim. Eu poderia ser um deles, ser a filha de um deles. Eles precisam lidar com isso. Quero falar para esses jovens que acham que são imortais. Quero dizer: sou heterossexual e bastou apenas uma vez pra mim. | ” |

Alison se tornou uma ativista na luta contra AIDS, aparecendo em vários programas de televisão e também falar com os adolescentes sobre o assunto de sexo seguro. Gertz e seus pais também fundou A SIDA grupos de Pais Preocupados com os filhos para a Pesquisa da AIDS e o Amor Cura. Em 1989, Gertz fundação, o Amor Cura, junto com Martin Himmel Fundação de Saúde, contratou Tony Schwartz para criar anúncios de serviços públicos de conscientização sobre a AIDS. Os scripts e correspondência se encontram na Biblioteca do Congresso em que o Tony Schwartz Coleção. Durante Gertz do tempo como ativista, ela foi eleita a Mulher do Ano pela Esquire magazine e recebeu o Secretário do Prêmio de Excelência no Serviço Público a partir do Estados Unidos Departamento de Saúde e Serviços Humanos.
Em março de 1992, a ABC exibiu o filme "Something to Live for: The Alison Gertz Story, traduzido em Portugal como "A noite fatal" e no Brasil como "Amor fatal", baseado em sua vida e ativismo, estrelado por Molly Ringwald, no papel de Alison. Alison morreria em agosto desse ano, apenas cerca de cinco meses após a estreia do filme. Nas 24 horas seguintes à exibição do longa, o serviço de atendimento federal para AIDS e HIV recebeu um recorde de 189.251 chamadas telefônicas.

## A morte
Alison morreu em 8 de agosto de 1992, devido à uma pneumonia relacionada à AIDS na casa de verão da sua família, em Westhampton Beach, em Long Island, Nova York, aos 26 anos. Um serviço memorial para Gertz, foi realizada em Nova York a Sociedade para uma Cultura Ética em 24 de setembro de 1992, em Manhattan.

## Na cultura popular
Gertz foi mencionada na canção ""Life Support", da ópera rock Rent. No início da canção, vários membros do grupo dizem seus nomes. Jonathan Larson usou os nomes de seus HIV-positivo amigos como os caracteres em esta canção. No início da canção, o personagem que se refere a si mesma como "Ali", foi nomeado após Alison.